# اف. دوان آکرمان
اف. دوان آکرمان (انگلیسی: F. Duane Ackerman) (زاده ۱۹۴۲) کارآفرین، بازرگان و مدیر ارشد اجرایی آمریکایی است، که در حال حاضر به‌عنوان مدیر عامل اجرایی و رییس هیئت مدیره شرکت بل‌ساوت فعالیت می‌کند.